# MTV Asia Awards
MTV Asia Awards foi uma entrega anual de prêmios musicais criada pela MTV Sudeste da Ásia, sendo a versão asiática do MTV Video Music Awards. A ideia da premiação surgiu após o sucesso da criação do MTV Europe Music Awards em 1994.
Foi criado sobe o nome de MTV Asia Awards pois diferente do VMA e EMA esta reconhecia a música e o cinema. Oito países faziam parte: Japão, Indonésia, Tailândia, Cingapura, Vietnã, Filipinas, Malásia e Hong Kong.
Em 2007, a Indonésia e as Filipinas  deixaram de fazer parte da premiação, com a criação das cerimónias MTV Imperio Music Awards e MTV Phillipines Music Awards.

## Categorias
1. Artista do Ano
2. Artista Revelação
3. Melhor Artista Pop
4. Melhor Artista Rock
5. Melhor Artista Alternativo
6. Melhor Artista Masculino
7. Melhor Artista Feminina
8. Melhor Grupo
9. Melhor Clipe
10. Melhor Artista da Tailândia
11. Melhor Artista de Cingapura
12. Melhor Artista do Vietnã
13. Melhor Artista da Malásia
14. Melhor Artista de Hong Kong
15. Melhor Artista Internacional
16. Melhor Artista do Japão (1997-2001)
17. Melhor Artista da Indonésia (1997-2006)
18. Melhor Artista das Filipinas (1997-2006)
19. Melhor Música (1997-2009)